# Böttger
Böttger oder Boettger ist ein deutscher Familienname.

## Herkunft und Bedeutung
Böttger ist ein Berufsname und bezieht sich auf den Beruf des Küfers.

## Namensträger
- Adolf Böttger (1815–1870), deutscher Schriftsteller und Übersetzer
- August Böttger (1850–1919), deutscher Gastwirt und Politiker (SPD)
- Burkhard Böttger (1934–2015), deutscher Archäologe
- Caesar-Rudolf Boettger (1888–1976), deutscher Zoologe
- Christian Böttger (* 1963), deutscher Wirtschaftsingenieur
- Eckhard Böttger (1954–2010), deutscher Maler, Grafiker und Plastiker
- Franz Böttger (1888–1946), deutscher SS-Oberscharführer
- Fritz Böttger (Drehbuchautor) (1902–1981), deutscher Drehbuchautor, Tänzer, Choreograf, Schauspieler und Regisseur
- Fritz Böttger (Schriftsteller) (1909–1994), deutscher Schriftsteller
- Georg Böttger (Fotograf) (1821–1901), deutscher Lithograf, Gravierer und Fotograf
- Georg Boettger (Architekt) (auch Georg Böttger; 1847–1915), deutscher Architekt und Baubeamter
- Gerd Böttger (* 1948), deutscher Politiker
- Gottfried Böttger (1949–2017), deutscher Pianist
- Gotthard Böttger (1893–1949), deutscher Ingenieur und nationalsozialistischer Funktionär
- Gunter Böttger (1946–2025), deutscher Grafiker und Illustrator
- Gustav Böttger (1808–1880), deutscher evangelischer Theologe
- Harald Böttger (* 1940), deutscher Theoretischer Physiker
- Heiner Böttger (* 1961), deutscher Sprachdidaktiker
- Heinrich Böttger (Historiker) (1801–1891), deutscher Theologe, Historiker, Archivar, Bibliothekar und Heimatforscher
- Heinrich Böttger (1854–nach 1920), deutscher Musiker, Geiger im Gewandhausorchester in Leipzig, siehe Johann Heinrich Böttger
- Heinrich Ludwig Christian Böttger (1771–1815), deutscher Jurist
- Herbert Böttger (1898–1954), deutscher Maler
- Hermann Böttger (1878–1946), deutscher Kameramann
- Hermann Böttger (Lehrer) (1884–1957), deutscher Lehrer und völkischer Heimatautor
- Hermann Julius Böttger (1843–1917), deutscher Apotheker und Verleger
- Horst Böttger (Schachkomponist) (* 1937), deutscher Schachkomponist
- Horst Böttger (Mediziner) (* 1939), deutscher Psychiater
- Hugo Böttger (1863–1944), deutscher Publizist und Politiker, MdR
- Janina Böttger (* 1982), deutsche Politikerin (Die Linke), MdB
- Johann Friedrich Böttger (1682–1719), deutscher Alchemist und Porzellanhersteller
- Josephin Böttger (* 1965), deutsche Videokünstlerin
- Klaus Böttger (1942–1992), deutscher Grafiker
- Kurt Böttger (1923–1993), deutscher Diplomat
- Kurt Böttger (Fußballspieler), deutscher Fußballspieler
- Ludwig Böttger (1845–1894), deutscher Architekt und Baubeamter
- Ludwig Boettger (* 1954), deutscher Schauspieler
- Magnus Böttger (1813–1881), deutscher Geistlicher
- Martin Böttger (* 1947), deutscher Bürgerrechtler und Politiker
- Matthias Böttger (* 1974), deutscher Architekt und Kurator
- Olaf Böttger (* 1956), deutscher Politiker (CDU)
- Oskar Böttger (1844–1910), deutscher Herpetologe, Paläontologe und Malakologe
- Otto Böttger (1923–2001), deutscher Physiker und Hochschullehrer
- Paul Böttger († 1933), deutscher Architekt und preußischer Baubeamter
- Richard Böttger (1873–1957), deutscher Politiker (SPD)
- Rudolf Böttger (Maler) (1887–1973), österreichischer Maler
- Rudolf Böttger (Offizier) († 1945), deutscher Offizier und Flughafenkommandant
- Rudolf Christian Böttger (1806–1881), deutscher Chemiker und Physiker
- Stefan Böttger, deutscher Basketballspieler
- Svenja Böttger (* 1988), deutsche Kulturmanagerin
- Tete Böttger (* 1940), deutscher Kunstverleger
- Thomas Böttger (* 1957), deutscher Komponist und Pianist
- Walter Böttger (Marionettenspieler) (1882–1947), deutscher Marionettenspieler
- Walter Böttger (Politiker) (1899–??), deutscher Politiker (FDGB)
- Walter Böttger (Ethnologe) (1925–1975), deutscher Ethnologe und Sinologe
- Werner Böttger (1895–1971), deutscher Diplom-Ingenieur und Hochschullehrer
- Wilhelm Böttger (1871–1949), deutscher Chemiker
- Wilhelm Böttger (Verkehrswissenschaftler) (* 1897), deutscher Hochschullehrer
- Wolfgang Boettger (1920–2003), deutscher Industrieller